# Hannelore Hippe
Hannelore Hippe (* 1951 in Frankfurt am Main), auch Hannelore Hippe-Davies (Ehename) sowie Hannah O’Brien und Hanne H. Kvandal (Pseudonym), ist eine deutsche Autorin und Hörfunkjournalistin.

## Leben und Wirken
Hannelore Hippe studierte Germanistik und Schauspiel und lebte danach lange in Großbritannien und Irland. Seit 1985 arbeitet sie als freie Autorin und Journalistin für alle Hörfunksender der ARD und produzierte bislang (2009) über hundertfünfzig Radio-Features und zahlreiche sonstige Beiträge. Außerdem schrieb sie mehrere Romane und Kurzgeschichten sowie zahlreiche Hörspiele, Radio-dokumentationen und Hörbücher, bei deren Produktion sie teils auch die Regie übernahm.
Ihr seinerzeit unveröffentlichtes Romanmanuskript Eiszeiten bildete die Vorlage für den 2012 erschienenen deutsch-norwegischen Kinofilm mit dem Titel Zwei Leben, bei dem Georg Maas Regie führt und zu dessen Hauptdarstellern unter anderem Juliane Köhler, Liv Ullmann und Ken Duken gehören. Hippe verarbeitete in ihrem Romanmuskript unter anderem den rätselhaften norwegischen Kriminalfall der sogenannten Isdal-Frau sowie das Schicksal von Besatzungs- beziehungsweise Wehrmachtskindern in Norwegen. In Norwegen hatte der Film im Oktober 2012 Premiere, in Deutschland kam er im September 2013 in die Kinos. Der Film wurde als deutscher Beitrag für den Oscar eingereicht, aber bei den Nominierungen für die Kategorie Bester fremdsprachiger Film nicht berücksichtigt. Nach mehrfachen Überarbeitungen ihres Manuskripts erschien der Roman im Jahr 2018 unter dem Titel Die verlorenen Töchter bei der dtv Verlagsgesellschaft.
Seit 2015 schreibt sie unter dem Pseudonym Hannah O’Brien, unter dem sie seither bei dtv mehrere Kriminalromane veröffentlichte. Im Oktober 2021 begann unter dem Pseudonym Hanne H. Kvandal die Veröffentlichung einer weiteren Krimi-Reihe, die auf Spitzbergen spielt.
Hannelore Hippe lebt heute in Köln und an der Mosel.

## Russlands Krieg gegen die Ukraine
Im Februar 2023 war Hippe Erstunterzeichnerin einer von Sahra Wagenknecht und Alice Schwarzer initiierten Petition Manifest für Frieden, die zum Ende der militärischen Unterstützung der Ukraine im Zuge des russischen Überfalls aufrief.

## Werke
Romane
- Niedere Frequenzen. Kriminalroman. Wiener Frauenverlag, Wien 1994, ISBN 3-85286-004-0 (Giftmelange, Bd. 3).
- Der Friedhofsgärtner. Kriminalroman. Milena-Verlag, Wien 1997, ISBN 3-85286-046-6 (Giftmelange, Bd. 8).
- Die Hexe an der Wand. Ein Irland-Roman. Originalausgabe, Kiepenheuer & Witsch, Köln 1998, ISBN 3-462-02688-7
  - Ungekürzte Buchgemeinschafts-Lizenzausgabe: Bertelsmann-Club, Rheda-Wiedenbrück; Bertelsmann Medien Schweiz, Zug; Buchgemeinschaft Donauland, Wien; jeweils 1998.
- Hannah O’Brien: Irisches Verhängnis. Kriminalroman. dtv, München 2015, ISBN 978-3-423-21584-8.
- Hannah O’Brien: Irisches Roulette. Kriminalroman. dtv, München 2016, ISBN 978-3-423-21631-9.
- Hannah O’Brien: Irische Nacht. Kriminalroman. dtv, München 2017, ISBN 978-3-423-21675-3.
- Hannah O’Brien: Irisches Erbe. Kriminalroman. dtv, München 2018, ISBN 978-3-423-21720-0.
- Die verlorenen Töchter. Roman. dtv, München 2018, ISBN 978-3-423-26205-7.
- Hannah O’Brien: Irische Totenwache. Kriminalroman, dtv Verlagsgesellschaft, München 2019, ISBN 978-3-423-21780-4
- Hanne H. Kvandal: 78° tödliche Breite. Ein Spitzbergen-Krimi, dtv Verlagsgesellschaft, München 2021, ISBN 978-3-423-21973-0
- Hanne H. Kvandal: 13° – Tödlicher Sommer. Ein Spitzbergen-Krimi, dtv Verlagsgesellschaft, München 2022, ISBN 978-3-423-21990-7

Sachbücher
- Irische Gespräche. Ein Tagebuch über Land und Leute. 1. Auflage. Häusser Verlag, Darmstadt 1996, ISBN 3-89552-032-2.

Radio-Features
- Edith Sitwell – ein Portrait der englischen Exzentrikerin und Lyrikerin. Produktion: Westdeutscher Rundfunk 1989, Länge: ca. 53 Minuten.
- Von Casanova bis Casablanca (auch Regie) (Feature – NDR/SWF/MDR), 1994.
- „Ein Fisch verschwindet.“ Der Überlebenskampf des Kabeljau. Regie: Hannelore Hippe, Produktion: Norddeutscher Rundfunk/Deutschlandradio Kultur 2007, Länge: ca. 55 Minuten.
- Bananen Shake auf Island. Regie: Hannelore Hippe, Produktion: Südwestrundfunk/Deutschlandfunk 2009, Länge: ca. 55 Minuten.[8]
- Das Wandern ist des Deutschen Lust. Ein Spaziergang durch Wald, Geschichte und Literatur. Regie: Hannelore Hippe, Produktion: Mitteldeutscher Rundfunk 2010, Länge: ca. 55 Minuten.
- Hallo? Ja, wer dort? Oder: Bringen Sie mir lieber etwas Kompott. Regie: Hannelore Hippe, Produktion: Südwestfunk 2011, Länge: ca. 55 Minuten.
- Homo habitans – Wie Menschen wohnen, WDR 5, 17. März 2015.

Hörspiele, Hördokumentationen, Hörbücher
- Niedere Frequenzen. Regie: Christoph Dietrich, Produktion: DeutschlandRadio Berlin 1997, Länge: ca. 51 Minuten.[3]
- Die nationale Nase. Regie: Hans Rosenhauer, Produktion: Mitteldeutscher Rundfunk 1998, Länge: ca 43 Minuten;
Tonträger: Die feinste Nase Frankreichs. Hörzeichen Verlag, Gerichshain 2001, ISBN 3-934492-12-6.
- Burghart Klaußner, Frank Arnold, Hans Peter Hallwachs … lesen Albert Einstein. Eine Hörbiografie von Hannelore Hippe. Regie: Hannelore Hippe, Argon Verlag, Berlin 2007, ISBN 978-3-86610-243-9.
- Burghart Klaußner, Markus Hoffmann u.v.a. lesen Oscar Wilde – ein Leben. Eine Hörbiografie von Hannelore Hippe. Regie: Hannelore Hippe, Argon Verlag, Berlin 2007, ISBN 978-3-86610-250-7.
- Die Flucht aus der DDR. Es gab nie ein Zurück. Eine Hördokumentation von Hannelore Hippe. Regie: Hannelore Hippe, Argon Verlag, Berlin 2008, ISBN 978-3-86610-467-9.
- Summer of love. Lange Haare, freie Liebe – der Sommer der bunten Revolution. Eine Hördokumentation von Hannelore Hippe. Regie: Hannelore Hippe, Argon Verlag, Berlin 2008, ISBN 978-3-86610-471-6.
- Die Tagebücher des Samuel Pepys – Regie: Götz Naleppa, Produktion: Deutschlandfunk 2012.